# Reinhold Zeller

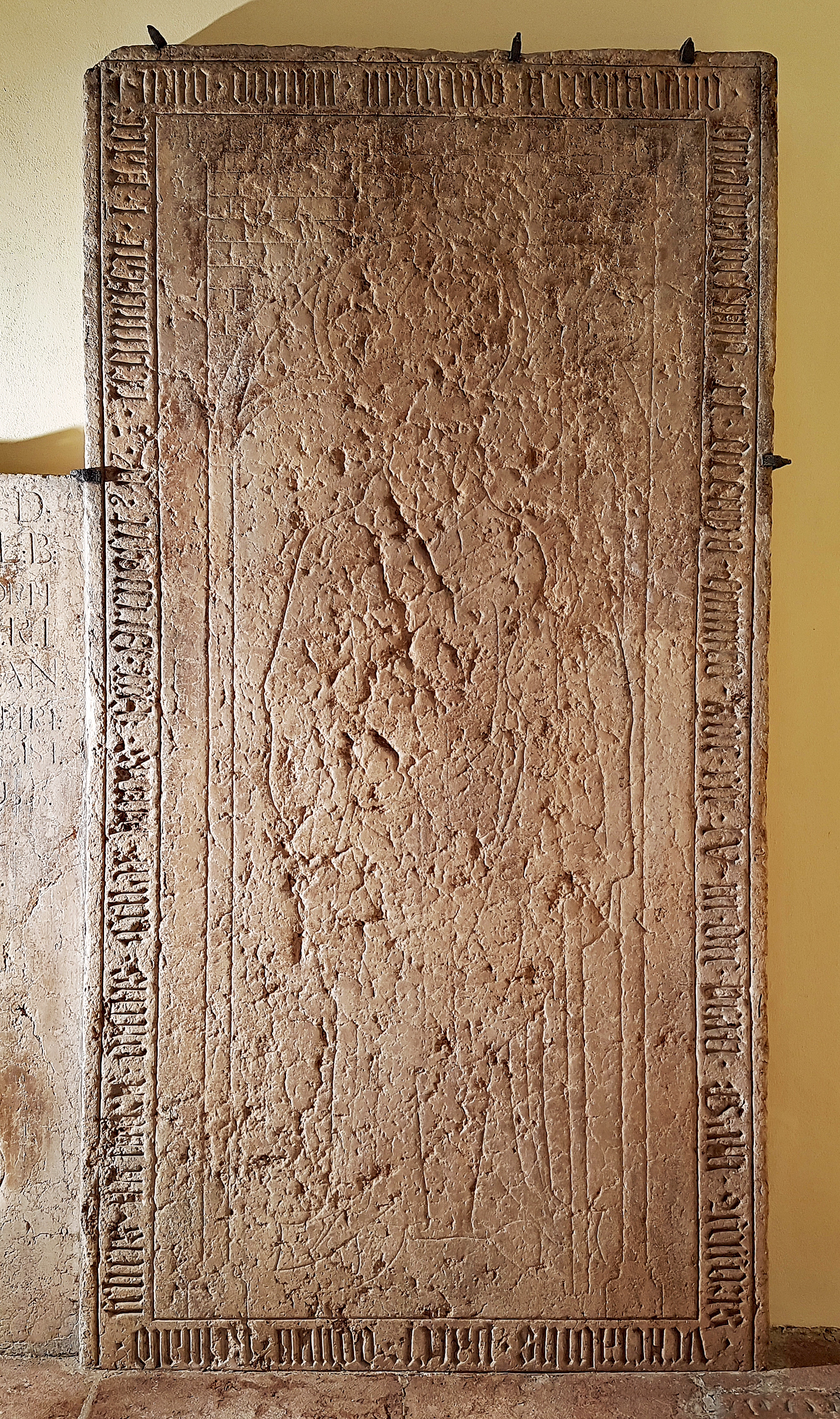
Grabplatte von Reinhold Zeller mit kaum noch kenntlicher Linienzeichnung der überlebensgroß dargestellten Figur des Verstorbenen

Reinhold Zeller (auch: Reinald oder Reinold Cellar; † 3. Oktober od. 16. Oktober 1355) war von 1351 bis 1355 Propst des Klosterstifts Berchtesgaden.
Über Zellers Leben und Wirken ist derzeit nichts weiter bekannt, außer dass er dem Geschlecht der „Edlen Zeller“ aus Riedau im Innviertel entstammte.
In seiner Amtszeit unterstand er jedenfalls als Stiftspropst des Berchtesgadener Klosterstifts noch der Metropolitangewalt des Erzbistums Salzburg. Erst 1455 konnte sich das Stift davon befreien und war danach in geistlichen Dingen allein dem Papst unterstellt. Aber die weltliche Eigenständigkeit der Stiftspropstei begann sich bereits seit 1294 durch die Erlangung der Blutgerichtsbarkeit für schwere Vergehen zu manifestieren. Somit war Zeller im Rang den Reichsfürsten gleichgestellt.
Zeller profitierte nach Jahrzehnte währenden Salzirrungen zwischen dem Klosterstift und dem Erzbistum Salzburg von den Klagen seines Vorvorgängers Konrad IV. Tanner, der damit dem Salzburger Erzbischof Friedrich III. die Zusage abringen konnte, dass seither Erzeugung wie Ausfuhr des Schellenberger Salzes durch das Gebiet des Erzstifts ungehindert vor sich gehen dürfe. Bereits 1313 stammte immerhin jedes zehnte Salzschiff auf der Salzach beziehungsweise auf dem Inn aus Berchtesgaden.
Zellers Grabplatte mit Linienzeichnung der Figur des Verstorbenen ist an der Südwand des Kreuzganges zwischen Berchtesgadener Stiftskirche und dem vormaligen Augustiner-Chorherrenstift eingelassen. Soweit zu entziffern, lautet die Umschrift in gotischen Minuskeln auf dem Grabstein:

„Anno . domini . millesimo . trecentesimo . quadragesimo . et . decimo . quinto . hoc . est . lv . in . die . beati . Galli . ?fessoris (=confessoris) . venerabilis . pater . domin . Reinald . felicis . memorie . dictus . Cellar . huius . preposit . o . & . requiescat . i . pace“